# Modou Jagne
Modou Jagne (Banjul, 14 febbraio 1983) è un ex calciatore gambiano, di ruolo attaccante.